# Schterjo Atanassow
Schterjo Atanassow, bürgerlich Atanassow Schterjo Georgiew (bulgarisch Щерю Атанасов; * 14. März 1902 in Ljubimez; † 24. März 1967 in Sofia) war ein bulgarischer Politiker, Offizier und Militärhistoriker.

## Leben
Atanassow trat im Jahr 1923 der Bulgarischen Kommunistischen Partei (BKP) bei und beteiligte sich im gleichen Jahr am Septemberaufstand. 1925 ging er ins Exil in die Sowjetunion. Er besuchte dort eine politische Hochschule und arbeitete für die Komintern. Von 1936 bis 1939 war Atanassow auf republikanischer Seite im Spanischen Bürgerkrieg aktiv. Während des Zweiten Weltkriegs kämpfte er für die Sowjetunion und für die bulgarischen Partisanen.
Nachdem die bulgarischen Kommunisten am 9. September 1944 in Bulgarien die Macht übernommen hatten, wurde er Politstellvertreter der 1. Armee der Bulgarischen Volksarmee. Atanassow befasste sich mit Militärgeschichte und wirkte an der Herausgabe mehrerer militärhistorischer Werke mit.
Er wurde als Held der sozialistischen Arbeit und mit dem Orden Georgi Dimitrow ausgezeichnet.

## Werke
- Селските въстания в България към края на ХVIII в. и началото на XIX в. и създаването на българската земска войска, 1958.
- Българското военно изкуство през феодализма, 1958
- Българското военно изкуство през капитализма, 1959
- Под знамето на партията, 1962
- Походът на Запад, 1966
- Записки на революционера. Спомени, 1969